# It's Not a Dream
"It's Not a Dream" is de eerste single van de Ierse singer–songwriter Sharon Corr van haar debuut solo-album Dream of You.
Corr heeft de single gepromoot met optredens op onder andere het Isle of Wight Festival en het Glastonbury Festival.
Zoals op de website van Sharon Corr te lezen is, stond het nummer (download) binnen enkele uren in de top 100 op iTunes.

## Release
| Land    | Datum            | Label                      | Formaat  |
| ------- | ---------------- | -------------------------- | -------- |
| Ierland | 28 Augustus 2009 | Bobbyjean Records          | download |
| VK      | 31 Augustus 2009 | Bobbyjean/Binary To Finary | download |

## Tracklist
1. "It's Not A Dream" 4:07 (download)

## Statistieken
| Statistieken            | Hoogste Positie |
| ----------------------- | --------------- |
| Ierse Single Statistiek | 29              |
| UK Single Statistiek    | 167             |